# Criando Quadrinhos
Criando Quadrinhos - da ideia à página impressa foi uma exposição de artes organizada por Ivan Freitas da Costa em 2011, apresentando todas as etapas do processo de criação das histórias em quadrinhos: proposta inicial , roteiro, primeiros esboços, desenho a lápis, finalização, colorização, letreiramento, impressão etc. Todo esse processo foi apresentado com a exibição de ítens raros e originais, como o DC Comics Style Guide 1982 (guia interno da DC Comics com desenhos de José Luis García-López para todos os personagens da editora na época e que servia de guia para outros desenhistas e para material de licenciamento); placas de impressão em metal de histórias do Tarzan publicadas na década de 50; estátuas da coleção Cover Girls, de Adam Hughes; entre outros. A exposição foi realizada durante o Festival Internacional de Quadrinhos, em Belo Horizonte, entre os dias 9 e 13 de novembro. Em 2012, a exposição ganhou o Troféu HQ Mix na categoria "melhor exposição".